# چارلی بروکر (بازیکن هاکی روی یخ)
چارلی بروکر (انگلیسی: Charlie Brooker; ۲۵ مارس ۱۹۳۲ – ۱۸ دسامبر ۲۰۲۰) بازیکن هاکی روی یخ اهل کانادا بود.